# Alysia umbrata
Alysia umbrata är en stekelart som beskrevs av Stelfox 1941. Alysia umbrata ingår i släktet Alysia och familjen bracksteklar. Inga underarter finns listade i Catalogue of Life.